# Береке (Карасайський район)
Береке́ (каз. Береке) — село у складі Карасайського району Алматинської області Казахстану. Адміністративний центр Єльтайського сільського округу.
Населення — 6729 осіб (2021; 3511 у 2009, 3048 у 1999, 2779 у 1989).